# Alpii Verwall
Munții Verwall (Grupa munților Ferwall) sunt o subgrupă din Alpii Orientali Centrali, situată în regiunile Vorarlberg și Tirol.

## Munți învecinați
- Lechquellengebirge (în nord-vest)
- Lechtaler Alpen (în nord-est)
- Samnaungruppe (în sud-est)
- Silvretta (în sud)
- Reticon (în sud)

## Vârfuri de peste 3000 m
- Hoher Riffler, 3168 m
- Kuchenspitze, 3148 m
- Küchlspitze, 3147 m
- Blankahorn, 3129 m
- Seeköpfe, 3061 m
- Patteriol, 3056 m
- Saumspitze, 3039 m
- Kleiner Riffler, 3014 m